# آشیکاگا اوجینوهیمه
آشیکاگا اوجینوهیمه (به ژاپنی: 足利 氏姫 Ashikaga Ujinohime); ۱ ژانویهٔ ۱۵۷۴ – ۶ ژوئن ۱۶۲۰) یک زن جنگجو اونا بوگیشا و کانتو کوبو اهل ژاپن بود.